# Baru Tahan
Baru Tahan is een bestuurslaag in het regentschap Sumbawa van de provincie West-Nusa Tenggara, Indonesië. Baru Tahan telt 1568 inwoners (volkstelling 2010).